# タメニー
タメニー株式会社（英文: Tameny Inc.）は、東京都品川区に本社をおく、婚活とカジュアルウェディング事業を起点に事業を行う企業である。
婚活事業においては、結婚相談所や婚活パーティーの運営、カジュアルウェディング事業においては、カジュアルな挙式披露宴や結婚式二次会のプロデュース、フォトウェディング等を行っている。また、婚活事業者間の相互会員紹介プラットフォームや地方自治体向け婚活支援も手掛ける。東京証券取引所グロース市場に上場、証券コードは6181である。

## 概要
2006年9月に株式会社テイクアンドギヴ・ニーズの100％子会社として（旧）株式会社パートナーエージェントが設立される。その後、2008年5月に当時の経営陣及び従業員の共同出資で（新）株式会社パートナーエージェントが、（旧）株式会社パートナーエージェントの全事業を譲り受ける。
以降、創業事業である結婚相談所を起点に婚活及び婚活周辺サービスに事業を拡大させ、2015年に東京証券取引所マザーズ市場に株式を上場（現在は東京証券取引所グロース市場）する。また、2019年4月にカジュアルウェディング大手の株式会社メイションを、2020年3月にフォトウェディングを手掛ける株式会社Mクリエイティブワークス（現・タメニーアートワークス）をグループ化し、2020年10月に（新）株式会社パートナーエージェントと株式会社メイションを統合し、タメニー株式会社に商号変更を行う。
現取締役社長である佐藤茂は、（旧）パートナーエージェントで代表取締役社長を務めたのち、（新）パートナーエージェントの創業者として2022年9月まで代表取締役社長を、2025年3月まで代表取締役会長を務め、2025年4月より代表取締役社長に復帰。
企業理念は2020年10月の商号変更に伴い、従来の「世の中に、もっと笑顔を。もっと幸せを。」から「よりよい人生をつくる。」に変更している。また、存在意義（パーパス）は「創造する力とおもいやり、おもてなしで、人々の心を満たし、活力ある社会の実現を支えます。」と定めている。
事業領域は婚活、カジュアルウェディング、地方創生／QOL（Quality of life）で、中核事業の主要サービスは婚活事業が結婚相談所「パートナーエージェント」、婚活パーティー「OTOCON」、カジュアルウェディング事業がカジュアルな挙式披露宴等プロデュース「スマ婚」、フォトウェディングプロデュース「LUMINOUS」、結婚式二次会幹事代行「2次会くん」となっている。

## 沿革
- 2004年6月 -（新）株式会社パートナーエージェント（旧・株式会社ドリームドア）設立
- 2006年
  - 9月 -（旧）株式会社パートナーエージェント設立（株式会社テイクアンドギヴ・ニーズ100％子会社）
  - 12月 - 結婚相談所1号店（新宿店）オープン
- 2007年8月 - 情報セキュリティマネジメント規格であるISO（JIS Q）27001の認証取得
- 2008年
  - 5月 -（新）株式会社パートナーエージェントが（旧）株式会社パートナーエージェントから事業を全部譲受
  - 6月 - 個人情報保護取扱事業者として、管理体制強化を目的にプライバシーマーク取得
- 2010年9月 - 広告代理業を事業目的として、株式会社PAマーケティング（現・タメニーエージェンシー）を設立。ウェディング情報サービスを事業目的として、株式会社アニバーサリーウエディングを設立
- 2013年
  - 4月 - 株式会社アニバーサリーウエディングを吸収合併
  - 6月 - 婚活パーティー「OTOCON」サービス提供開始
- 2015年10月 - 東京証券取引所マザーズ（現在は東京証券取引所グロース市場）に株式を上場
- 2017年
  - 6月 - 婚活支援事業者向け会員相互紹介プラットフォーム「コネクトシップ」提供開始
  - 9月 - お客様が安心して利用できる安全な結婚相談所として当社を選んでいただくことを目的に「IMS結婚相手紹介サービス業認証」を取得
- 2018年
  - 4月 - 婚活パーティー情報サイト運営を事業目的に、共同出資により株式会社ichieを設立
  - 7月 - ウェディング周辺サービスの提供を事業目的に、株式会社IROGAMIを設立
- 2019年4月 - 株式会社メイションをグループ化
- 2020年
  - 3月 - 株式会社Ｍクリエイティブワークスをグループ化
  - 4月 - 連結子会社3社（IROGAMI、ichie、Mクリエイティブワークス）を統合し、（新）株式会社Ｍクリエイティブワークス（現・タメニーアートワークス）に商号変更。株式会社pma（2020年10月にタメニーパーティーエージェント株式会社へ商号変更）をグループ化
  - 10月 - （新）株式会社パートナーエージェントと株式会社メイションを統合し、タメニー株式会社に商号変更
- 2022年3月 - タメニーパーティーエージェント株式会社を統合
- 2023年3月 - タメニーアートワークス株式会社を統合

## 事業内容

### 婚活事業
婚活事業は、主に付加価値の高い結婚相談所の運営と婚活パーティーの企画開発及び運営等を行う。
付加価値の高い結婚相談所「パートナーエージェント」は、1年以内を目途に結婚相手を見つけたい顧客に対し、高いスキルを持った専任コンシェルジュがPDCAサイクルに基づき活動支援を行う。この活動支援によって成婚率は業界No.1（株式会社デジタルライツコンサルティング、2023年2⽉調べ）となっている。婚活パーティー「OTOCON」は、全国の自社会場を中心に比較的安価で利便性の高いパーティーを実施している。また、婚活支援事業者間の相互会員紹介プラットフォーム「コネクトシップ」は、従来競合となっていた婚活支援事業者の会員様の相互紹介を可能とし、パートナーエージェントはもとより、パートナー事業者の成婚率向上に寄与している。なお、2025年4月末時点の利用事業者は12社。
この他にも、結婚相談所の充実したサービスを手軽に利用可能なアプリ完結型の結婚相談所「パートナーエージェントApp」も展開している。

### カジュアルウェディング事業
カジュアルウェディング事業は、近年広がりを見せるカジュアルウェディング（カジュアルな挙式披露宴等、フォトウェディング、結婚式二次会）のプロデュース等を行う。
カジュアルな挙式披露宴等プロデュース「スマ婚」は、日柄や直前で空きのある会場（提携企業）を活用したプロデュースで、顧客の希望に沿った価格帯の結婚式を実現している。
フォトウェディングプロデュース「LUMINOUS」は、映画のワンシーンを切り取ったようなスタジオセットと、独自レタッチ技術等でフォトを核とした高品質な結婚式を提供している。
結婚式二次会プロデュース「2次会くん」は、幹事代行サービスのパイオニアとして会場紹介から当日運営までをトータルプロデュースしている。

### 地方創生／QOL事業 ①地方創生領域
地方創生領域の地方自治体向け婚活支援では、婚活支援を行う地方自治体に対して婚活支援システム「parms（パームス）」を提供するとともに、地方自治体の婚活支援センターの運営受託、各種イベント・セミナー運営を行っている。なお、「parms」は14都府県・市（青森県、宮城県、秋田県、福島県、茨城県、埼玉県、東京都、福井県、愛知県、滋賀県、京都府、兵庫県、大分県、鹿児島県鹿児島市）に提供し、婚活支援センターは8都道府県・市（北海道、北海道札幌市、宮城県、東京都、愛知県、滋賀県、京都府、兵庫県）の運営を受託している。

### 地方創生／QOL事業 ②QOL領域
QOLでは、生活品質向上に資するサービス（保険・金融・不動産等）の提供等を行っている。
保険販売は、保険クリニックと連携し、自社サービス（パートナーエージェント、スマ婚、LUMINOUS、2次会くん）の顧客に対し、生命保険、損害保険、結婚式保険（少額短期保険）の販売等を行っている。
この他にも、自社サービスの顧客に対し、提携先（金融商品仲介業者や住宅メーカー、中古・リノベーション不動産を取り扱う企業等）のサービスを紹介している。

## グループ会社
- タメニーエージェンシー株式会社（非連結子会社）